# Controverse sur le marginalisme
 (mai 2019).
- Si vous ne connaissez pas le sujet, laissez ce bandeau (vous pouvez alors contacter les auteurs).
- Si vous supprimez le contenu mis en cause (vous pouvez préalablement contacter les auteurs),

argumentez précisément cette suppression dans la page de discussion
(un manque de référence n'est pas un argument ; une recherche réelle de référence doit avoir été effectuée, être formellement documentée).
La controverse sur le marginalisme est une controverse économique au sujet du marginalisme, le mode de réflexion et la méthodologie adoptés par l'école néoclassique à la fin du XIXe siècle. Partie de l'université d'Oxford en 1939, la controverse sur le marginalisme renvoie à l'ensemble des controverses sur la microéconomie néoclassique, et ses hypothèses et ses thèses.

## Hall et Hitch: lefull cost pricing
L'Oxford Economic Research Group (OERG) avait organisé un sondage auprès de responsables de grandes entreprises pour tester si leurs pratiques de gestion commerciale correspondaient à l'enseignement de la théorie économique, plus précisément de la théorie marginaliste. Les réponses indiquèrent un étonnant fossé entre la théorie et la pratique. L’article "Price Theory and Business Behaviour" de Hall et Hitch (1939) résume les découvertes des enquêteurs et les conclusions qu'ils en tirent.
Selon la théorie, les entreprises déterminent la quantité produite (et indirectement le prix si elles sont en concurrence imparfaite) en égalisant la recette marginale avec le coût marginal. Dans la réalité, les entrepreneurs semblent préférer une règle empirique que Hall et Hich appellent le full cost (le coût total). La formule de calcul varie d'une firme à l'autre, mais de façon générale, le prix est fixé en additionnant trois éléments: le coût direct, un pourcentage pour couvrir les coûts indirects et un pourcentage pour couvrir la marge bénéficiaire. Dans ces conditions, la maximisation du profit ne peut être qu'accidentelle. Lorsqu'une firme domine un marché, elle peut imposer son full cost: c'est le price leadership. Elle est "faiseur de prix".
Les auteurs estiment pouvoir résumer les arguments des entrepreneurs pour préférer leur méthode empirique comme suit :
1. le sentiment que le full cost est le seul prix irréprochable du point de vue des concurrents et de celui des acheteurs.
2. éviter les nombreux changements de prix, impliquant divers inconvénients.
3. les entrepreneurs prétendent ne pas connaître leurs courbes de demande, de recette marginale et de coût marginal.
4. impression que l’élasticité de la demande est insuffisante pour justifier une baisse du prix.
5. un prix supérieur au full cost pourrait entraîner l’arrivée de nouveaux offreurs sur le marché.
6. peur d’augmenter le prix, car les concurrents pourraient ne pas suivre ; et parallèlement peur de baisser le prix, parce que les concurrents pourraient suivre. Cette double crainte tient au fait que beaucoup de firmes œuvrent dans un environnement oligopolistique, un fait largement sous-estimé par l’économie politique dominante, selon Hall et Hitch. Il en résulte la fameuse courbe de demande brisée[6], qui comporte une discontinuité au point correspondant à la situation effective de l'entreprise.

D'une façon générale, cette pratique favorise une certaine stabilité des prix. Si un élément du coût commun à tous les concurrents renchérit, la répercussion sur le prix de vente ne devrait pas occasionner de difficultés. Divers facteurs d'instabilité demeurent néanmoins, tels l'arrivée d'un nouveau concurrent ou le déclenchement d'une guerre des prix à la suite d'une dépression.

## Lester: l'emploi et le salaire
En 1946, l'économiste américain Richard Lester recourt à la même méthode d'interrogation d'entrepreneurs pour tester la théorie marginaliste de l'emploi et du salaire. Il s'avère que les décisions en matière d'emploi s'appuient essentiellement sur les perspectives de vente du produit; le salaire est un critère bien moins cité.
Lester constate aussi que les entrepreneurs perçoivent leur courbe de coût différemment de la fameuse courbe en forme de U bien connue des économistes. Ils voient plutôt leur coût variable moyen et leur coût marginal comme constants ou décroissant sur tout l'intervalle jusqu'à la capacité de production; celle-ci serait alors le niveau de production optimal. Une étude similaire de Eiteman amène les mêmes conclusions.

## Machlup: la contre-attaque marginaliste
L'article "Marginal Analysis and Empirical research" (1946) de l'économiste austro-américain Fritz Machlup répond à la fois à Hall et Hitch et à Lester. Passons sur les reproches formels: petit nombre d'entreprises dans l'échantillon sondé, biais dans les réponses des entrepreneurs qui voudraient montrer une trop belle image d'eux-mêmes. Il considère également que l'écart de vocabulaire entre les économistes et les entrepreneurs constaté par Hall et Hitch n'est pas significatif d'une divergence de conception.
Le fond de l'argumentation consiste à défendre le principe selon lequel la maximisation du profit est l'objectif fondamental de l'entreprise et que le comportement de l'entrepreneur est tout entier guidé par la question de savoir si accroître sa production lui serait favorable ou défavorable et s'il a avantage à modifier la proportion entre les facteurs. La théorie marginaliste décrit correctement ce comportement, même si pratiquement l'entrepreneur ne calcule pas en termes marginaux. Machlup l'illustre avec l'exemple d'un automobiliste désireux de dépasser un camion: il doit effectuer une série de calculs pour s'assurer qu'il peut le faire en toute sécurité. Les physiciens pourraient décrire ces calculs. Pourtant, l'automobiliste arrive à ce résultat spontanément, sans être conscient des calculs effectués.
Toute une polémique s'ensuit et chez les anti-marginalistes transparaît l'idée que l'entrepreneur sacrifie des décisions qui augmenteraient son profit à court terme afin de maintenir une certaine stabilité.

## Andrews:le normal cost
En 1949, l'économiste Philip Andrews, membre de l'OERG, publie un ouvrage qui réécrit la théorie microéconomique du producteur dans une optique hétérodoxe et non-marginaliste. Il y défend une version personnelle du full cost qu'il appelle le normal cost. Une part importante de l'ouvrage est consacré à la courbe de coût moyen à long terme. La théorie marginaliste la voit croître à partir d'un certain seuil à cause des déséconomies de gestion. Andrews conteste cette théorie qu'il appelle de l'"inefficacité croissante du management", jamais démontrée et purement ad hoc en vue de la détermination de l'équilibre.
Il reproche à la théorie marginaliste sa vision court-termiste. Selon lui, l'entreprise épuise sa demande, elle vend tout ce que le marché peut absorber à un prix valant le normal cost. Elle ne limite donc pas sa production au niveau qui égalise la recette marginale avec le coût marginal.
La véritable concurrence entre les entreprises est une concurrence sur les coûts; or la théorie marginaliste donne l'image d'une concurrence sur les prix, découplée des coûts. Selon Andrews, la firme ne varie son prix et ne tente d'accroître sa part de marché que si elle a un avantage de coût.
L'économiste cambridgien, Austin Robinson, le mari de Joan Robinson, prit la défense de la théorie marginaliste, s'offusquant notamment de la critique d'Andrews selon laquelle la théorie marginaliste prêterait aux entrepreneurs un comportement de restriction de la production pour accroître le profit. Robinson remarque aussi une certaine contradiction chez Andrews qui disqualifie la demande en tant que facteur influençant le prix mais qui ne peut se passer d'elle lorsqu'il analyse certains cas particuliers de la fixation de la marge de profit incluse le normal cost.

## Harrod: laprévention de l'entrée
Un essai de Roy Harrod, leader l'OERG, intitulé "Theory of Imperfect Competition Revisited" (1952) met au-devant de la scène le concept très important de prévention de l'entrée, déjà présent chez Andrews. Dans la théorie marginaliste, en égalisant la recette marginale avec le coût marginal, la firme individuelle obtient un profit qu'elle maximise. Mais ce profit attire des outsiders qui s'implantent sur le marché ; au fur et à mesure que leur nombre augmente, le prix baisse jusqu'au moment où il n'y a plus de profit. C'est l'équilibre de longue période. Les parts de marché antérieures se sont réduites, entraînant la sous-utilisation des capacités de production installées. Un tel comportement des entreprises est irrationnel, pour ne pas dire suicidaire. Selon Harrod, les entrepreneurs, prévoyant ce scénario, fixent directement un prix qui éloigne les outsiders et ce prix est le full cost.
Harrod critique également l'habitude de catégoriser les structures de marché en se fondant principalement sur le nombre d'offreurs et l'élasticité de la demande de la firme. Un secteur économique peut être tout à fait concurrentiel, même avec un nombre restreint d'offreurs. Une telle structure de marché mérite mieux que l'ignorance que lui réserve la théorie économique. Harrod propose de l'appeler "libre concurrence avec marché imparfait".

## Heflebower: victoire marginaliste?
Une conférence intitulée « Business Concentration and Price Policy » se tint aux États-Unis en 1953 : les économistes orthodoxes tentèrent de dégager des conclusions du débat, dans un sens qui leur est favorable, mais admettant certains points de vue de l'adversaire. L’article "Full cost, Cost Changes, and Prices" de Richard Heflebower peut en être considéré comme la synthèse.
Heflebower estime que la pratique de full cost règne couramment en cas de collusion sur les prix, en cas de price leadership et est une hypothèse plausible pour la construction d’une théorie de l’oligopole. Par contre, sa présence est loin d’être démontrée dans les autres cas.
Le full cost est difficile à appliquer dans les ventes sur commande ou lorsque les coûts diffèrent sensiblement entre les concurrents. Il insiste sur le fait que le prix demandé par le vendeur, qui reflète éventuellement le full cost n'est pas nécessairement le prix qui sera effectivement payé.
Heflebower retient deux apports positifs de la contestation de la doctrine orthodoxe :
- L’incertitude peut conduire les entreprises à attacher plus d’importance au coût qu’à la demande
- La maximisation du profit ne peut ignorer certaines considérations à long terme relatives au coût et à la demande.

La controverse ayant pris fin après cet épisode, on peut parler d'une victoire marginaliste: celui-ci domine toujours la microéconomie et la controverse est presque tombée dans l'oubli.

## Après la controverse
Durant les quelques années qui suivirent, divers auteurs publient encore des textes inspirés des thèses non-marginalistes, mais ces publications paraîtront loin des projecteurs de la polémique. Les principaux thèmes sont :

### Retour sur laprévention de l'entrée
Cette question est approfondie notamment par Paolo Sylos-Labini (1962), Franco Modigliani (1958) et Jagdish Bhagwati (1970). La discussion porte principalement sur la question de savoir si le prix de prévention de l'entrée apporte une "prime" au-dessus du full cost aux entreprises en place.

### Le taux de profit cible
En 1958, Robert Lanzillotti renoue avec la méthode du sondage parmi les dirigeants d'entreprises, pour cette fois connaître l'objectif qui guide leur gestion. L'objectif le plus cité est l'obtention d'un taux de profit pris comme cible. Le taux de profit-cible ne doit pas nécessairement être atteint chaque année mais plutôt sur une période plus longue, permettant la fluctuation du profit par exemple avec la conjoncture.
Par une formule mathématique de fixation du prix, Sylos-Labini montre le lien entre le taux de profit-cible, la prévention de l'entrée d'outsiders et la marge de profit contenue dans le full cost. La cible dépend de caractéristiques propres au secteur et même à l'entreprise.

### La concurrence
Lanzillotti (1957) propose une nouvelle conception de la concurrence, qu'il appelle "competitive price leadership" et qui se rapproche de la "libre concurrence avec marché imparfait" de Harrod.
Sylos-Labini examine également la problématique de la concurrence entre les grandes et les petites firmes et de son impact sur le prix de marché; il énonce cette règle: "le prix tend à se fixer à un niveau juste supérieur au prix de prévention de l'entrée de la firme la moins efficace qu'il est de l'avantage de la firme plus efficace et plus grande de laisser active".

## Théorie évolutionniste de la firme
Dans un essai de 1953, Milton Friedman examine à son tour la question de la maximisation du profit qui avait été contestée par certains full costers. Il amène un argument emprunté à Armen Alchian: la théorie évolutionniste de la firme. Si la firme n'est pas guidée en permanence par la maximisation du profit, elle risque de disparaître dans le processus de sélection naturelle. Dans son esprit comme chez Machlup et Heflebower, il y a coïncidence entre la théorie marginaliste d'une part et la rationalité du producteur associée à la maximisation du profit d'autre part. La survie des firmes qui maximisent leur profit agit alors comme une confirmation de la théorie marginaliste.
Cet argument est à double tranchant. N'oublions pas que pour Harrod et Andrews, le comportement marginaliste menace le profit et la survie de la firme à long terme. La plupart des enquêtes empiriques récentes confirment que le full cost est largement pratiqué dans les entreprises. Ne serait-ce pas là l'effet de la sélection naturelle ?